# Cabeza la Vaca (kommunhuvudort)
Cabeza la Vaca är en kommunhuvudort i Spanien.   Den ligger i provinsen Provincia de Badajoz och regionen Extremadura, i den sydvästra delen av landet, 400 km sydväst om huvudstaden Madrid. Cabeza la Vaca ligger 822 meter över havet och antalet invånare är 1 553.
Terrängen runt Cabeza la Vaca är kuperad söderut, men norrut är den platt. Cabeza la Vaca ligger uppe på en höjd. Runt Cabeza la Vaca är det glesbefolkat, med 17 invånare per kvadratkilometer. Närmaste större samhälle är Monesterio, 13,1 km öster om Cabeza la Vaca. 